# Zygophylax millardae
Zygophylax millardae är en nässeldjursart som beskrevs av Rees och Vervoort 1987. Zygophylax millardae ingår i släktet Zygophylax och familjen Lafoeidae.
Artens utbredningsområde är Indiska oceanen. Inga underarter finns listade i Catalogue of Life.